# تيرينس نايدو
تيرينس نايدو هو محامي ماليزي، ولد في 15 سبتمبر 1968.